# Zwischenerzeugnissteuer
Die Zwischenerzeugnissteuer ist eine Steuer auf alkoholische Getränke, die – vereinfacht ausgedrückt – zwischen Wein und Spirituosen angesiedelt sind. Typische Zwischenerzeugnisse sind verstärkte Weine z. B. Liquoroso, Madeira, Málaga, Marsala, Mavrodaphne, Pineau des Charentes, Portwein, Samoswein und Sherry. § 29 SchaumwZwStG nimmt zur Bestimmung des Steuergegenstandes Bezug auf bestimmte Positionen des Zolltarifs. Zusammengefasst sind Zwischenerzeugnisse Getränke der Position 2204, 2205 und 2206 des Zolltarifs mit einem vorhandenen Alkoholgehalt von mehr als 1,2 % Vol. bis 22 % Vol., die nicht als Schaumwein, Wein oder als Bier zu besteuern sind.
Für die Zwischenerzeugnissteuer sind verschiedene Tarife in § 30 SchaumwZwStG vorgesehen:
- Der grundsätzliche Steuertarif beträgt für Zwischenerzeugnisse 153 €/hl.
- Für Zwischenerzeugnisse mit einem vorhandenen Alkoholgehalt von nicht mehr als 15 % Vol. beträgt die Steuer 102 €/hl.
- Sind Zwischenerzeugnisse in Flaschen mit Schaumweinstopfen und besonderer Haltevorrichtung enthalten oder beträgt der bei +20 °C auf gelöstes Kohlendioxid zurückzuführende Überdruck 3 bar oder mehr, so beträgt die Steuer 136 €/hl.

Im Übrigen gelten für Zwischenerzeugnisse die Vorschriften des Schaumweinsteuerrechts. Die Besteuerung der Zwischenerzeugnisse war zuvor Teil des Branntweinsteuerrechts. Nunmehr unterliegen sie einer eigenen Zwischenerzeugnissteuer, die ebenfalls eine Verbrauchsteuer ist.
Die Zwischenerzeugnissteuer ist eine Bundessteuer, damit steht das Aufkommen alleine dem Bund zu. 2020 betrug das Steueraufkommen 23 Mio. Euro.